# Comuna Popivka, Novhorod-Siverskîi
Popivka (în ucraineană Попівка) este o comună în raionul Novhorod-Siverskîi, regiunea Cernihiv, Ucraina, formată din satele Muraviinîk și Popivka (reședința).

## Demografie
Componența lingvistică a comunei Popivka
     Ucraineană (98,29%)
     Rusă (1,71%)
Conform recensământului din 2001, majoritatea populației comunei Popivka era vorbitoare de ucraineană (98,29%), existând în minoritate și vorbitori de rusă (1,71%).